# Тохтоа-беки
Тохтоа-беки, Тохто-беки, Токта-беки (монг. Тогтоа бэхи; ум. 1205/1208) — правитель меркитов, живший во времена Чингисхана.

## Биография
Тохтоа-беки происходил из крупного меркитского рода удуит и был сыном и наследником Тудур-билгэ. Во время одной из битв с монголами Тудур-билгэ был взят в плен нойоном Хадаан-тайши и позднее убит, а тяжело раненный Тохтоа обратился в бегство вместе с остатками отцовского войска. Три года спустя Тохтоа вновь выступил против монголов, но потерпел поражение и в этот раз.
Одним из младших братьев Тохтоа-беки был нойон Эке-Чиледу; возвращаясь домой после сватовства, Чиледу попал в засаду, устроенную монгольским вождём Есугеем, и его молодая невеста Оэлун была похищена монголами. С целью мести Тохтоа-беки и меркитские вожди Дайр-Усун и Хаатай-Дармала около 1184 года во главе трёх сотен воинов напали на сына уже умершего к тому времени Есугея — Тэмуджина, и взяли в плен его жену Бортэ. Собрав войско, Тэмуджин выступил против меркитов и наголову разбил их в междуречье Чикоя и Хилока; Хаатай-Дармала попал в плен, а Тохтоа-беки и Дайр-Усун, предупреждённые соплеменниками, успели уйти.
В 1198 году (в «Сокровенном сказании» — 1202 год) против меркитов выступил кереитский правитель Ван-хан. В сражении с кереитами погиб из сыновей Тохтоа, Тогуз-беки; оставшиеся дети Тохтоа были взяты в заложники, однако позже (во время набега найманов на кереитские кочевья) смогли сбежать из плена. Спасаясь от преследователей, Тохтоа-беки укрылся у племени баргутов.
Около 1200—1201 года Чингисхан и Ван-хан совместно выступили против тайджиутов. Узнав об этом, Тохтоа-беки отправил последним подмогу, однако тайджиуты проиграли сражение. В 1201 году сын Тохтоа-беки Хуту участвовал в курултае, провозгласившим гурханом («владыкой вселенной») Джамуху — главного соперника Чингисхана в борьбе за власть. Тремя годами позже Тохтоа-беки совместно с Джамухой и нойонами некоторых других племён поддержал найманского Таян-хана, который решил выступить против Чингиса; исход сражения вновь обернулся не в пользу союзников: Таян-хан погиб, а найманы были покорены Чингисханом.
Осенью 1204 года Чингис снова выступил против Тохтоа-беки, подчинив удуитов и ряд других меркитских родов; Тохтоа-беки ушёл к остаткам найманов на Алтае, а одна из его внучек (по другой версии — невестка) Дорегене попала в плен к монголами и была отдана в жёны сыну Чингиса Угэдэю.
Весной 1205 года войско Чингисхана в районе реки Бухтармы разгромило объединённые силы Тохтоа-беки и сына Таян-хана Кучлука. Кучлуку удалось бежать, но большая часть его войска утонула при переправе через Иртыш; Тохтоа-беки погиб от пущеной стрелы. Сыновья Тохтоа-беки хотели унести тело отца и похоронить, но, не имея возможности поднять его, взяли только голову и бежали к кипчакам; преследовать их был послан Субэдэй.
У Тохтоа-беки было шесть сыновей. Один из них был убит Ван-ханом, трое погибли в сражениях с Чингисханом. Младший сын Тохтоа, Култукан-мэргэн, по окончании одной из битв бежал к кипчакам, и для его преследования был послан отряд во главе сына Чингисхана Джучи. Поражённый меткостью Култукан-мэргэна, Джучи попросил отца сохранить тому жизнь, однако Чингисхан отказался, и Култукан-мэргэн был казнён.

## В культуре
Тохтоа-беки, его отец и дети стали персонажами исторического романа И. К. Калашникова «Жестокий век» (1978).